# The Nth Commandment
The Nth Commandment is een Amerikaanse dramafilm uit 1923 onder regie van Frank Borzage. Destijds werd de film in Nederland uitgebracht onder de titel Het onbekende gebod.

## Verhaal
De winkelbediende Sarah Juke wordt het hof gemaakt door Jimmie Fitzgibbons. Ze maakt het uit met haar vriendje Harry Smith, maar als ze hoort dat Harry de tering heeft, keert ze bij hem terug. Harry en Sarah zijn gelukkig, maar ze kunnen met moeite de eindjes aan elkaar knopen. Jimmie is intussen een succesvol schrijver geworden. Hij wil Sarah weglokken van Harry, maar hij verliest in de plaats daarvan 300 dollar aan haar in weddenschappen. Sarah neemt het geld mee naar huis en ze maakt haar man wijs dat ze het met dansen heeft verdiend. 

## Rolverdeling
| Acteur            | Personage          |
| ----------------- | ------------------ |
| Colleen Moore     | Sarah Juke         |
| James W. Morrison | Harry Smith        |
| Eddie Phillips    | Jimmie Fitzgibbons |
| Charlotte Merriam | Angine Sprunt      |
| George Cooper     | Max Plute          |